# Guatteria stenocarpa
Guatteria stenocarpa este o specie de plante angiosperme din genul Guatteria, familia Annonaceae, descrisă de Lobão, Maas și Mello-silva. Conform Catalogue of Life specia Guatteria stenocarpa nu are subspecii cunoscute.